# クリス・ジョンソン (投手)
クリストファー・マイケル・ジョンソン（Kristofer Michael Johnson, 1984年10月14日 - ）は、アメリカ合衆国・カリフォルニア州ウェストコビーナ出身の元プロ野球選手（投手）。左投左打。
海外出身選手としては1964年のジーン・バッキー（当時:阪神）以来52年ぶり史上2人目の沢村栄治賞を受賞している。

## 経歴

### プロ入り前
2003年のMLBドラフト50巡目（全体1475位）でアナハイム・エンゼルスから指名されたが、ウィチタ州立大学に進学した。

### レッドソックス傘下時代
2006年のMLBドラフト1巡目追補（全体40位）でボストン・レッドソックスから指名され、6月7日に契約。「MLB最高の編成担当」と称されるゼネラルマネジャーのセオ・エプスタインと、腹心とされるスカウト部長のジェーソン・マクロードが指名に携わった。契約後は、傘下のA-級ローウェル・スピナーズで公式戦14試合に登板。0勝2敗ながら、防御率0.88という好成績を残した。
2007年はA+級ランカスター・ジェットホークスで27試合に登板し、9勝7敗・防御率5.56だった。
2008年はAA級ポートランド・シードッグスで27試合に登板し、8勝9敗・防御率3.63だった。
2009年はAAA級ポータケット・レッドソックスで22試合に登板し、3勝13敗・防御率6.35と結果を残せず、8月にAA級ポートランドへ降格。3試合に登板し、0勝3敗・防御率6.35だった。
2010年はAAA級ポータケットで28試合に登板し、6勝13敗・防御率4.88だった。
2011年はAAA級ポータケットで8試合に登板し、2勝2敗・防御率12.63と結果を残せず、5月16日に放出された。

### 独立リーグ時代
2011年6月11日に独立リーグ・アメリカン・アソシエーションのカンザスシティ・ティーボーンズと契約。16試合に登板し、6勝3敗、防御率3.23だった。

### パイレーツ時代
2011年12月14日にピッツバーグ・パイレーツとマイナー契約を結んだ。
2012年はAA級アルトゥーナ・カーブとAAA級インディアナポリス・インディアンスでプレー。AAA級インディアナポリスでは20試合に登板し、5勝2敗・防御率4.53だった。オフの11月9日にパイレーツとマイナー契約で再契約した。
2013年はAAA級インディアナポリスで開幕を迎え、8月18日にパイレーツとメジャー契約を結んだ。同日のアリゾナ・ダイヤモンドバックス戦でメジャーデビュー。同点の延長11回表から登板し、15回表終了まで3安打無失点1四球に抑えていたが、16回表二死二・三塁の場面でアダム・イートンから勝ち越しの2点適時二塁打を打たれ、メジャー初黒星を喫した。翌19日にAAA級インディアナポリスへ降格の後、9月1日にメジャーへ再昇格した。この年は4試合に登板し、0勝2敗・防御率6.10だった。

### ツインズ時代
2013年11月19日にデューク・ウェルカーとのトレードで、ミネソタ・ツインズへ移籍した。
2014年2月28日にツインズと1年契約に合意。3月16日にAAA級ロチェスター・レッドウイングスへ異動し、そのまま開幕を迎えた。5月1日にメジャーへ昇格。同日のロサンゼルス・ドジャース戦に先発として移籍後初登板。4.1回を投げ、4安打6四球、無失点に抑えたが、翌2日にAAA級ロチェスターへ降格した。オフの10月22日に40人枠から外され、FAとなった。

### 広島時代
2014年10月29日に、広島東洋カープと1年契約で合意したことが球団から発表された。背番号は42。
2015年は、3月28日の東京ヤクルトスワローズ戦（MAZDA Zoom-Zoom スタジアム広島）で、先発投手として来日初の公式戦登板。6回まで無四球無安打に抑えた後に、7回表に先頭打者・山田哲人に唯一の安打を許しただけで、無四球完封勝利（準完全試合）を記録した。NPBの一軍公式戦に初めて登板した投手が、準完全試合を記録した事例はこの時が初めてである。その後も、先発陣の一角を担いながら安定した投球を続けた結果、シーズン通算で14勝7敗、防御率1.85を記録。来日1年目でセントラル・リーグ（セ・リーグ）最優秀防御率のタイトルを獲得した。11月10日には、1年契約で2016年シーズンも残留することが球団から発表された。
2016年は、横浜DeNAベイスターズとのシーズン開幕戦（3月25日・マツダ）で、自身初の開幕投手を任された（8回2失点で敗戦投手）。5月には、自身初の2試合連続完封勝利と23イニング連続無失点を記録。6月4日には、球団の外国人選手歴代最高年俸（推定300万ドル）に出来高を加えた条件で、2017年シーズンからの3年契約を新たに結んだことが球団から発表された。8月2日の対ヤクルト戦（神宮球場）でシーズン10勝目に到達。広島の外国人投手ではコルビー・ルイス以来2人目の2年連続シーズン2桁勝利を達成した。レギュラーシーズン全体では、左のエースとして、チームの25年ぶりリーグ優勝に大きく貢献。セ・リーグ最多勝利のタイトルをチームメイトの野村祐輔と最後まで争った。投手主要部門でのタイトル獲得に至らなかったものの、10月25日には、沢村栄治賞を受賞することが選考委員会から発表された。レギュラーシーズンの公式戦通算成績が選考基準7項目中4項目（15勝以上、25試合以上登板、防御率2.50以下、勝率6割以上）を満たしたことによるもので、リーグの投手主要部門のタイトルを獲得していない投手の受賞は、1981年の西本聖（巨人）以来35年ぶり。広島の投手からは前年の前田健太に次ぐ受賞で、外国人投手の受賞は、1964年のジーン・バッキー（阪神）以来52年ぶり史上2人目の快挙であった。ポストシーズンでは、レギュラーシーズン3位から勝ち上がったDeNAとのクライマックスシリーズ（CS）ファイナルステージ第1戦（10月12日）に先発。DeNA打線を105球、3安打に抑える完封によって、チームに史上初の同シリーズ勝利をもたらした。NPBポストシーズンの試合に初登板・初先発の外国人投手が完封勝利を挙げた事例は、日本シリーズを含めてもジョンソンが史上初めて。チームのファイナルステージ突破を経て臨んだ北海道日本ハムファイターズとの日本シリーズでも、10月22日（いずれもマツダ）第1戦に先発すると、6回2/3を1失点に抑える好投で勝利投手になった。広島の外国人投手が日本シリーズの第1戦に先発した事例および、広島で（日本人を含む）同シリーズ第1戦の先発投手が白星を挙げた事例は、いずれも初めてである。シーズン終了後には、広島球団との間で翌2017年シーズンからの3年契約を結んだ。
2017年は、広島の外国人投手では初めて、2年連続で一軍公式戦の開幕投手を任された。3月31日の阪神との開幕戦（マツダ）で、前年まで得意にしていた阪神打線（詳細後述）に味方の失策も絡み7失点し、4回表で降板。咽頭炎の発症で4月5日に出場選手登録を抹消された後も、発熱などによる体調不良が続いたことから、一軍公式戦でのシーズン初勝利は6月9日の対東北楽天ゴールデンイーグルス戦（楽天Koboスタジアム宮城）まで持ち越された。さらに、7月22日の練習中に左ハムストリング筋を損傷。チームはセ・リーグ2連覇でCS進出を果たしたものの、ジョンソンは以上の事情で2度にわたる戦線離脱を余儀なくされたため、レギュラーシーズンの一軍公式戦では13試合の登板で6勝3敗、防御率4.01という成績にとどまった。DeNAとのCSファイナルステージでは、10月20日の第3戦（マツダ）に先発。しかし、5回1失点ながら敗戦投手になり、チームも同月24日の第5戦でステージ敗退を喫した。
2018年は、レギュラーシーズンの開幕投手を野村祐輔へ譲る格好で、中日との開幕カード第2戦（3月31日）から一軍公式戦で先発。5月11日の対阪神戦でシーズン4勝目を挙げてからは、妻の出産へ立ち会う目的によるアメリカへの一時帰国期間をはさんで、9月11日の対中日戦（いずれもマツダ）で3敗目を喫するまで8連勝を記録した。この記録は、広島の外国人投手による同一シーズンでの一軍公式戦連勝記録に当たる。また、7月11日の対中日戦（ナゴヤドーム）でシーズン6勝目を挙げたことで、広島入団後の一軍公式戦における通算勝利数が41に到達した。広島の外国人投手としての歴代最多勝利記録を達成し、以降の試合で白星を挙げるたびに、この記録を更新した。レギュラーシーズン全体では、2年ぶりの最終規定投球回到達で11勝（5敗）を記録するとともに、チームのセ・リーグ3連覇へ貢献した。ポストシーズンでは、巨人とのCSファイナルステージ第2戦（10月19日）に先発で8回を2被安打1失点と好投したことによって、チームの逆転勝利につなげた。翌20日の第3戦勝利（ステージ突破）を経て進出した福岡ソフトバンクホークスとの日本シリーズでは、10月28日の第2戦と11月2日の第6戦（いずれもマツダ）に先発。第2戦を7回1失点という内容で勝利したものの、チームが2勝3敗で迎えた第6戦では、6回2失点と好投しながら敗戦し、チームも34年ぶりのシリーズ制覇とはならなかった。
2019年は、春季キャンプ開始前日の1月31日に、広島球団との間で翌2020年の1年契約に合意したことが発表された。2017年からの3年契約が2019年シーズンで満了することによるものだが、NPBの球団に所属する選手が、春季キャンプ前に翌シーズンの契約更新を済ませたことは異例である。シーズンでは大瀬良と並ぶチームトップタイの11勝を挙げ防御率は3年ぶりに2点台の好成績だったが年俸は6950万円ダウンの2億7250万円となった。
2020年は、同じ苗字の投手であるD.J.ジョンソンの入団に伴い、登録名を「K.ジョンソン」に変更した。しかし開幕から絶不調で、9月3日の対中日ドラゴンズ15回戦（ナゴヤドーム）で7連敗を喫し、外国人投手による開幕からの連敗数がセ・リーグ新記録となり、同時にデニス・サファテらが持つ日本タイ記録に並んだ。この試合が自身の最後の登板となった。11月12日に同年限りで退団することが発表された。
2021年8月18日、現役引退が発表された。

## 選手としての特徴
| 球種           | 配分 % | 平均球速 km/h |
| -------------- | ------ | ------------- |
| フォーシーム   | 33     | 146           |
| カットボール   | 21     | 139           |
| ツーシーム     | 17     | 145           |
| カーブ         | 12     | 120           |
| チェンジアップ | 11     | 134           |
| スライダー     | 6      | 132           |

スリークォーターの長身サウスポーで、持ち球は平均球速約140キロ台中盤・最速152km/hのフォーシーム・ツーシームと、カットボール、カーブ、チェンジアップ。

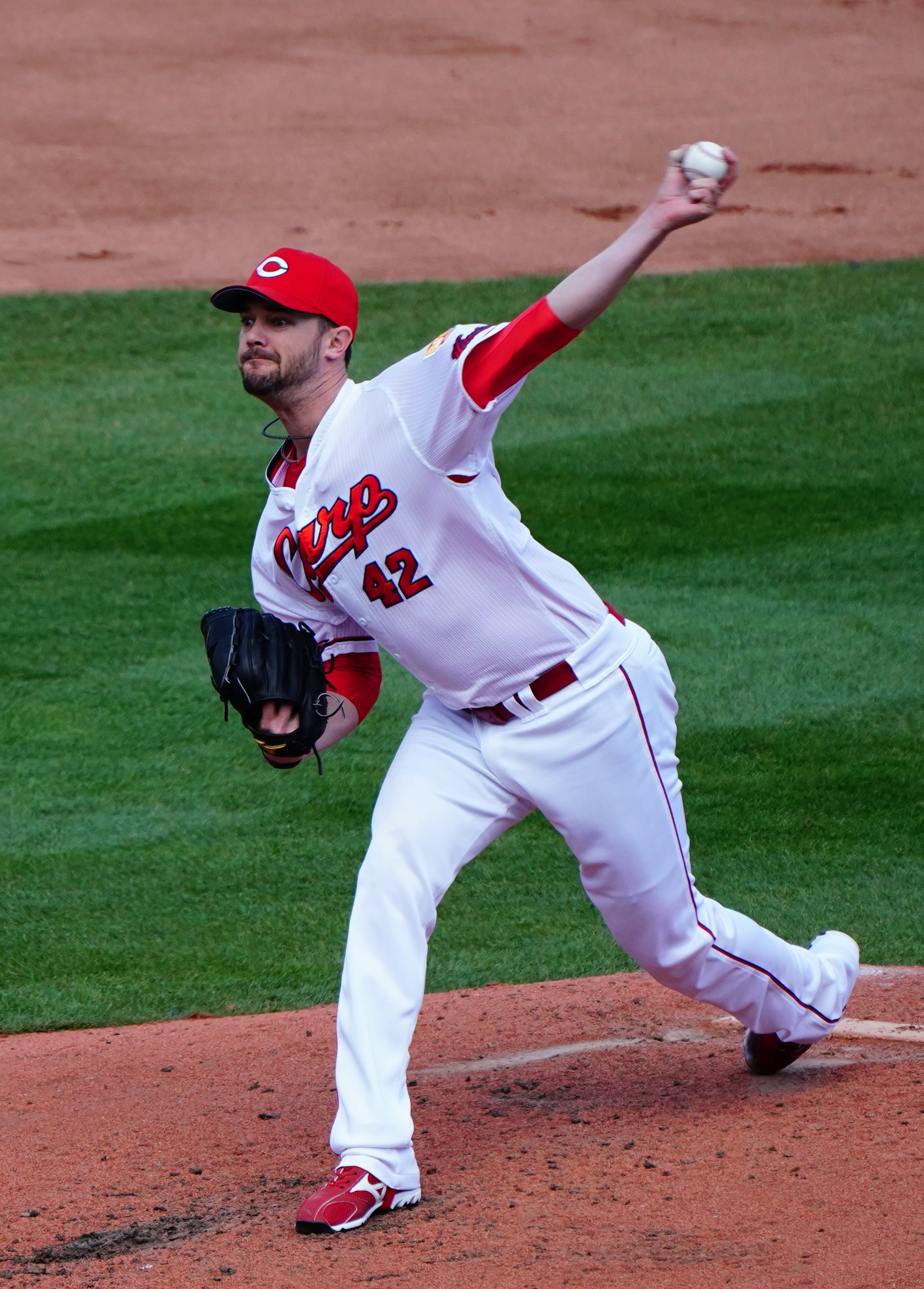
マツダスタジアムにて
（2019年3月17日）

いわゆる「グラウンドボールピッチャー」で、被本塁打や被長打が比較的少ない。広島への入団後は、登板した試合でフェアゾーンへ飛んだ打球に対するゴロの比率が高く、2015年は64%、2016年は60%に達した。ジョンソン自身も、「自分はゴロを打たせて取るタイプの投手」と語っている。
レッドソックスのゼネラルマネジャーだったエプスタインは、「3つの球種を高い制球力で操れることから、メジャーでも先発ローテーションの一角を担える」という評価でジョンソンを指名。ジョンソン自身は、入団後にAAA級まで順調に昇格したものの、MLBの公式戦で1勝も挙げられないまま広島への入団に至った。レッドソックスのスカウト部長時代に、エプスタインの部下としてジョンソンの指名に携わったマクロードによれば、AAA級へ昇格してから広島へ入団するまでのジョンソンは「打者に向かって攻め切れずに、コーナーを狙いすぎてカウントを悪くしたあげく、ストライクを取りに行った球を打たれるというパターンを繰り返していた」とされる。
広島への入団後は、阪神タイガース打線との相性が特に良い。阪神戦では、2016年のレギュラーシーズン最終登板であった9月22日の対戦（マツダ）で初黒星を喫するまで、一軍公式戦通算9試合の登板で6連勝を記録していた。

## 人物
父方の祖母が日本人であり本人はクォーターである。
広島では石原慶幸とバッテリーを組むことが多い。ジョンソン自身は、石原と揃って臨んだヒーローインタビューで石原のことを「イシ」と呼ぶほど、石原のリードやキャッチングに「メジャー級」の信頼を置いていた。
広島2年目の2016年に沢村栄治賞を受賞。アメリカへ帰国していた同年11月に、沢村賞のトロフィーが入った箱を地元の郵便局で受け取ったところ、郵送中の事故でトロフィーや展示用のガラスケースが壊れていることが判明した。判明の直後にはトロフィーを修復したうえでジョンソン宛てに再送することが検討されたが、事故の責任の所在をめぐって、郵便局側と送り主側が対立。この対立のあおりを受けて、ジョンソンには200ドル相当の保険金が支払われるだけにとどまった。そこで、ジョンソンの義父が、本人に内緒でトロフィーを修復することを決意。腕利きの修復職人を自分で探して修復を依頼したところ、保険金をはるかに上回る金額を費やしながらも、トロフィーは完璧な姿に蘇った。修復されたトロフィーは、翌2017年のシーズン終了後に義父の自宅で開かれたジョンソンのバースデーパーティーで、義父からの「バースデープレゼント」として本人に渡された。

## 詳細情報

### 年度別投手成績
| 年 度    | 球 団    | 登 板 | 先 発 | 完 投 | 完 封 | 無 四 球 | 勝 利 | 敗 戦 | セ 丨 ブ | ホ 丨 ル ド | 勝 率 | 打 者 | 投 球 回 | 被 安 打 | 被 本 塁 打 | 与 四 球 | 敬 遠 | 与 死 球 | 奪 三 振 | 暴 投 | ボ 丨 ク | 失 点 | 自 責 点 | 防 御 率 | W H I P |
| -------- | -------- | ----- | ----- | ----- | ----- | -------- | ----- | ----- | -------- | ----------- | ----- | ----- | -------- | -------- | ----------- | -------- | ----- | -------- | -------- | ----- | -------- | ----- | -------- | -------- | ------- |
| 2013     | PIT      | 4     | 1     | 0     | 0     | 0        | 0     | 2     | 0        | 0           | .000  | 46    | 10.1     | 12       | 0           | 4        | 1     | 1        | 9        | 2     | 0        | 7     | 7        | 6.10     | 1.55    |
| 2014     | MIN      | 3     | 3     | 0     | 0     | 0        | 0     | 1     | 0        | 0           | .000  | 64    | 13.1     | 17       | 2           | 9        | 0     | 0        | 12       | 1     | 0        | 7     | 7        | 4.73     | 1.95    |
| 2015     | 広島     | 28    | 28    | 1     | 1     | 1        | 14    | 7     | 0        | 0           | .667  | 773   | 194.1    | 146      | 5           | 67       | 0     | 2        | 150      | 3     | 1        | 43    | 40       | 1.85     | 1.10    |
| 2016     | 広島     | 26    | 26    | 3     | 2     | 0        | 15    | 7     | 0        | 0           | .682  | 736   | 180.1    | 154      | 11          | 49       | 2     | 3        | 141      | 3     | 0        | 50    | 43       | 2.13     | 1.13    |
| 2017     | 広島     | 13    | 13    | 0     | 0     | 0        | 6     | 3     | 0        | 0           | .667  | 328   | 76.1     | 79       | 4           | 25       | 0     | 2        | 53       | 2     | 0        | 40    | 34       | 4.01     | 1.36    |
| 2018     | 広島     | 24    | 24    | 0     | 0     | 0        | 11    | 5     | 0        | 0           | .688  | 609   | 144.2    | 137      | 9           | 48       | 4     | 5        | 113      | 3     | 0        | 55    | 50       | 3.11     | 1.28    |
| 2019     | 広島     | 27    | 27    | 1     | 1     | 0        | 11    | 8     | 0        | 0           | .579  | 650   | 156.2    | 132      | 12          | 58       | 2     | 4        | 132      | 3     | 0        | 50    | 45       | 2.59     | 1.21    |
| 2020     | 広島     | 10    | 10    | 0     | 0     | 0        | 0     | 7     | 0        | 0           | .000  | 237   | 51.2     | 60       | 3           | 25       | 0     | 1        | 35       | 5     | 0        | 38    | 35       | 6.10     | 1.65    |
| MLB：2年 | MLB：2年 | 7     | 4     | 0     | 0     | 0        | 0     | 3     | 0        | 0           | .000  | 110   | 23.2     | 29       | 2           | 13       | 1     | 1        | 21       | 3     | 0        | 14    | 14       | 5.32     | 1.78    |
| NPB：6年 | NPB：6年 | 128   | 128   | 5     | 4     | 1        | 57    | 37    | 0        | 0           | .606  | 3333  | 804.0    | 708      | 44          | 272      | 8     | 17       | 624      | 19    | 1        | 276   | 247      | 2.76     | 1.22    |

- 2020年度シーズン終了時
- 各年度の太字はリーグ最高

### タイトル
NPB
- 最優秀防御率：1回（2015年）

### 表彰
NPB
- 沢村栄治賞：1回（2016年）
- 月間MVP：1回（2018年7月）

### 記録
NPB投手記録
- 初登板・初先発登板・初勝利・初完封勝利：2015年3月28日、対東京ヤクルトスワローズ2回戦（MAZDA Zoom-Zoom スタジアム広島）、9回1被安打無失点7奪三振
- 初奪三振：同上、1回表に山田哲人から空振り三振
- 外国人投手の開幕7連敗：2020年9月3日、対中日ドラゴンズ15回戦（ナゴヤドーム）4回5失点 ※セ・リーグ記録、日本タイ記録

NPB打撃記録
- 初打席：2015年3月28日、対東京ヤクルトスワローズ2回戦（MAZDA Zoom-Zoom スタジアム広島）、3回裏に石川雅規から空振り三振
- 初安打：同上、7回裏に石川雅規から左前安打
- 初打点：2015年6月20日、対横浜DeNAベイスターズ11回戦（横浜スタジアム）、2回表に山口俊から左前適時打

### 背番号
- 60（2013年）
- 53（2014年）
- 42（2015年 - 2020年）

## 出演
CM
- 眼鏡市場（2020年）広島限定CM